# 자연방정식
자연방정식(natural equation) 혹은 본질방정식(intrinsic equation)이란, 미분기하학에서 사용되는 용어로서 어떤 곡선을 그 곡선에 특징적인 성질들을 가지고 재정의할 때 이용된다.
통상적인 곡선은 어떤 원점에 대한 3차원 유클리드 공간에서 세 개의 정규 직교 기저에 의한 위치벡터 표현으로 표현될 수 있는데, 이는 하나의 매개변수 {\displaystyle t}에 대하여 3개의 종속변수가 요구되는 방법이다. 그러나 일반적으로 곡선은 특정한 원점에 대한 의존성을 제거하면, 두 개의 종속변수만으로 표현될 수 있다. 이것이 바로 좌표 표현에 부가적으로 자연방정식을 이용하는 이유이다. 자연방정식은 여러 목적에 대하여 몇 가지 동등한 표현식들이 존재할 수 있다.

## 평면곡선에 대한 자연방정식
곡선이 평면곡선이라는 조건이 들어가면, 오직 하나의 종속변수만으로 곡선을 정의할 수 있다.
- 휘웰 방정식(영어: Whewell equation)은 호의 길이 {\displaystyle s}를 매개변수로 하여 접선의 각만으로 곡선을 정의하는 방정식이다.
- 체사로 방정식(영어: Cesàro equation)은 호의 길이를 매개변수로 하여 곡률만으로 평면곡선을 정의하는 방정식이다.

## 공간곡선에 대한 자연방정식
곡선이 일반적인 3차원 공간에 대하여 정의되면, 그 자연방정식은 두 개의 종속변수가 필요하다. 이 때의 일반적인 자연방정식에는 호의 길이를 매개변수로 하여 곡률과 곡선 비틀림의 두 개의 값이 이용된다.
그런데 평면곡선에 대한 경우의 자연방정식은 그 곡선 결정의 유일성 증명이 쉽고 직관적이지만, 공간곡선에 대해서부터는 자명하지 않다. 이를 증명하기 위해서는 프레네-세레 공식이 필요하다. 이 증명은 많은 경우의 유일성 증명과 유사하게 곡률과 비틀림이 같은 두 개의 곡선을 가정하고, 적당히 평행이동시켜 각각의 호의 길이가 같은 경우의 적어도 한 점에서 일치하도록 만들고 나서 프레네-세레 공식을 적용하여 약간의 대수적 조작을 가하는 방식으로 진행하면 어렵지 않게 할 수 있다.

## 같이 보기
- 곡선
- 곡률
- 곡선 비틀림
- 프레네-세레 공식
- 휘웰 방정식
- 체사로 방정식

## 참고 문헌
- 박진석, 표용수, 김향숙, 『mathematica를 활용한 미분기하학 개론(7/e)』, 경문사, 2009